# 李高 (十六国)
李 高（り こう、? - 370年）は、中国五胡十六国時代の反乱勢力の首領。隴西郡の人。

## 生涯
自らを成漢の初代皇帝李雄の子であると称し、衆を集めて決起した。涪城を攻撃して攻め落とすと、梁州刺史楊亮は郡を棄てて逃走した。
太和5年（370年）9月、犍為郡太守周楚は子の周瓊を派遣して討伐に当たらせた。李高は迎え撃つも敗れ、乱は平定された。